# Ángela Carraffa de Nava
Ángela Carraffa de Nava (Valladolid, 15 de marzo de 1873-Salamanca, 10 de marzo de 1950) fue una de las pioneras en el acceso a la universidad española. A pesar de numerosas dificultades, pudo estudiar en la Universidad de Salamanca y la Universidad Central de Madrid. Consiguió ser la primera mujer que obtuvo en España el título de Doctora en Filosofía y Letras.

## Biografía
Ángela Carraffa tuvo múltiples dificultades para conseguir acceder a la universidad de su época. Solo gracias a su persistencia y amplias capacidades entró en la Universidad de Salamanca. Después prosiguió sus estudios en la Universidad Central de Madrid, donde, con la realización de su tesis, titulada Fernando Núñez de Guzmán. Su vida y sus obras, se convirtió en la primera mujer en obtener el título de Doctora en Filosofía y Letras (1892).
Solo diez años antes, en 1882, una real orden acabó con los problemas de acceso de las mujeres a la universidad. Con ella se aprobó "en lo sucesivo la admisión de las Señoras a la Enseñanza Superior".